# Barleria purpureosepala
Barleria purpureosepala är en akantusväxtart som beskrevs av Hung Pin Tsui. Barleria purpureosepala ingår i släktet Barleria och familjen akantusväxter. Inga underarter finns listade i Catalogue of Life.